# Gravetià
El gravetià és un període cultural del perigordià que va desenvolupar-se aproximadament 30.000 anys aC. Es caracteritza per l'abundància de burins, fins i tot associats a raspadors, perforadors o a fulles truncades. En canvi, hi ha menys raspadors i -en general- aquests són plans.
Un estri característic d'aquest període és la punta anomenada de La Gravette, de dors rectilini. Apareixen també fulles de dors rebaixat i petites puntes de dards òssies.
Al final del gravetià es va iniciar el Pre-glacial, amb uns canvis climàtics que donaran lloc a variacions en la indústria material.

## Venus de Renancourt
El juliol de 2019 es va descobrir a Renancourt, una zona d'Amiens, una venus de més de 23.000 anys d'antiguitat, pertanyent al Paleolític superior, i que se sumava a 14 figuretes més trobades en un jaciment arqueològic al nord de França. Segons va informar el 4 de desembre l'Institut Nacional de Recerca Arqueològica Preventiva (INRAP) en comunicat, aquesta Venus, de 4 centímetres d'altura i tallada en guix, estava en un excepcional estat de conservació. L'estatueta representa una dona amb natges, cuixes i pits hipertrofiats, trets destacats en algunes de les venus del Paleolític, i que s'ha interpretat com un culte a la fertilitat; els braços són destacats amb línies, i el rostre quasi no està marcat, tot i que té un pentinat fet amb incisions de quadrícula fina, tal com va indicar l'equip de l'INRAP que hi treballava. Es tracta d'un exemple poc freqüent de l'art típic del període gravetià.